# Образование в Болгарии

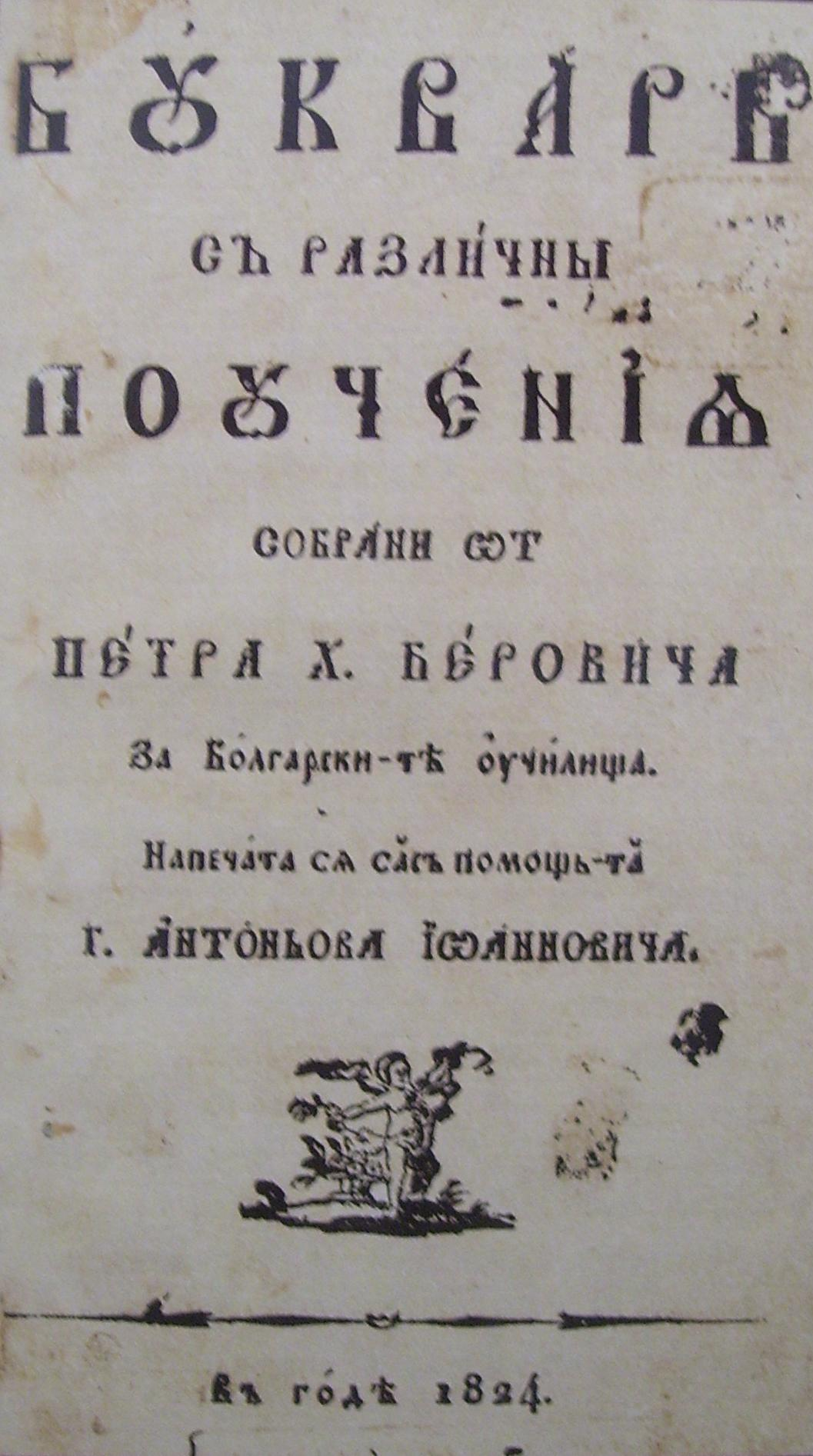
Титульный лист первого болгарского букваря

Образова́ние в Болга́рии имеет светский характер. Образование в государственных и общинных школах является бесплатным. Школьное обучение в Болгарии обязательно для всех лиц в возрасте от 7 до 16 лет. Дипломы, выданные болгарскими образовательными учреждениями после 1 января 2007 года (день присоединения Болгарии к Европейскому союзу), признаются во всех странах ЕС.
Болгарский язык является официальным языком в детских садах и школах. Обучение в школах создает условия для усвоения литературного болгарского языка. Школьники, для которых болгарский язык не является родным, имеют право изучать свой национальный язык в общинных школах под защитой и под контролем государства.

## История образования в Болгарии
История болгарского образования начинается в 886 году, когда князь Борис I встретил с почестями троих учеников Кирилла и Мефодия — Климента, Наума и Ангелария, гонимых католическим немецким духовенством из-за распространения ими богослужения на славянском языке среди западных славян. Борис І предоставил ученикам Кирилла и Мефодия условия для создания первых литературных и просветительских школ — Преславской книжной школы в столице Плиска и Охридской книжной школы в Западной Болгарии.
Одним из самых значимых культурно-образовательных центров Второго Болгарского царства являлась Тырновская книжная школа, которая возникла во второй половине XIV века. С завоеванием Болгарии оттоманскими турками в 1396 году прекращается деятельность всех книжных болгарских школ.
С XV по XVIII век образование в Болгарии велось священниками и монахами в церквях и монастырях и очень редко образованными торговцами и ремесленниками. Один учитель занимался обучением только одного ученика в церковных или монашеских условиях, в келье, поэтому это образование называлось келейным.
2 января 1835 года Неофит Рильский открыл в Габрово первое светское училище в Болгарии, 1 марта 1841 года Атанас Иванов открыл подобное училище в городе Стара-Загора. Обучение в этих училищах велось по так называемой «Ланкастерской (взаимоучительной) методике», при которой более образованные ученики помогали своим сверстникам в изучении и усвоении информации, поэтому эти училища назывались взаимные.
В 1846 году Найден Геров открыл в Копривштице первое современное болгарское классное училище. В 1850 году он создал второе, в Пловдив, которое назвал в честь святых Кирилла и Мефодия. Современное болгарское образование получило полное развитие с принятием в 1881 году — спустя три года после освобождения Болгарии — «Закона о народном просвещении».
К 1954 году в Болгарии количество высших учебных заведений увеличилось с 5 в 1939 году до 20, обучая 30 тысяч студентов по 150 специальностям, многие из которых также получали образование в СССР и странах народной демократии.

## Школьное образование в Болгарии
Школьное образование в Болгарии регулируется «Законом о Народном Просвещении» (болг. Закон за народната просвета).
Школьное образование в Болгарии разделяется по степеням:
- основное образование
  - начальное образование — с 1 по 4 класс;
  - прогимназическое образование — с 5 по 8 класс;
- среднее образование
  - гимназическое образование — с 9 по 12 классы.

Среднее образование приобретается после успешного окончания 12-го класса и успешной сдачи положенных экзаменов.
Классификация школьного образования в Болгарии по содержанию подготовки разделяется на:
1) общее — общеобразовательный минимум и по возможности профилированная подготовка. Общее образование в Болгарии ведется с 1 по 12 класс.
2) профессиональное — общеобразовательный минимум и профессиональная квалификация в соответствии с государственными образовательными требованиями.
Профессиональное образование в Болгарии ведется:
- с 7 или 8 класса — в течение трех лет;
- с 9 класса — в течение четырех лет;
- в профессиональных колледжах, где обучаются лица со средним образованием — до двух лет.

Школы в Болгарии бывают:
- начальные — с 1 по 4 класс;
- прогимназические — с 5 по 7 класс;
- основные — с 1 по 7 класс;
- гимназические — с 8 по 12 класс;
- средние общеобразовательные — с 1 по 12 класс.
- профилированные (профессиональные) гимназии:
  - спортивные;
  - по искусствам;
  - по культуре;
  - специальные — технические, сельскохозяйственные, пищевые и др.

## Высшее образование в Болгарии
Высшие школы в Болгарии академически автономны. Академическая автономия выражается в интеллектуальной свободе академической общности и творческой природы образовательного, исследовательского и художественно-творческого процесса, которые являются для высших учреждений высшими ценностями. Высшее образование в Болгарии регулируется «Законом о Высшем Образовании» (болг. Закон за висшето образование).
Высшие школы в Болгарии могут быть государственными и частными. Высшие школы в Болгарии открываются, преобразуются и закрываются решением Народного собрания Болгарии, которые публикуется в Государственной газете Болгарии.
Высшие школы в Болгарии бывают:
- Университеты обучают по специальностям в не менее, чем в трех из четырех основных областей науки, касающихся гуманитарных, природоохранных, общественных и технических дисциплин. Они должны располагать профессорским академическим составом на постоянном трудовом контракте и дипломированные лица читают не менее 70 % из лекционного материала обучения. Университеты предоставляют обучение профессиональных квалификаций «бакалавр», «магистр» и «доктор»;

- Специализированные Высшие Училища осуществляют научно-исследовательскую или художественно-творческую деятельность и ведут обучение в одной из четырех основных областей науки, искусства, физической культуры и военного дела. Наименование СВУ отражает специфическую область, в которой оно обучает специалистов;

- Колледжи осуществляют обучение для приобретения образовательно-квалификационной степени «бакалавр». Академический состав колледжа должен быть сформирован на постоянной трудовой основе и осуществлять преподавание не менее половины из теоретических и практических занятий.

Степени высшего образования в Болгарии бывают:
- профессиональный бакалавр — срок обучения не менее 3 лет;
- бакалавр — срок обучения не менее 4 лет;
- магистр — срок обучения не менее 5 лет;
- доктор — докторантура осуществляется по самостоятельным учебным планам и включает подготовку и сдачу экзаменов, педагогическую деятельность и защиту диссертации.

## Грамотность населения в Болгарии
По результатам официальной переписи населения Болгарии в 2011 году, 19,6 % из жителей страны имеют высшее образование, 43,4 % — среднее, 23,1 % — основное, 7,8 % — начальное, 4,8 % — незаконченное начальное и 1,2 % никогда не посещали школу.
В 54,1 % домов в городах и в 18,1 % в селах есть персональные компьютеры, а в 51,4 % и 16,4 % соответственно — доступ к Интернет.